# Kandelaberen

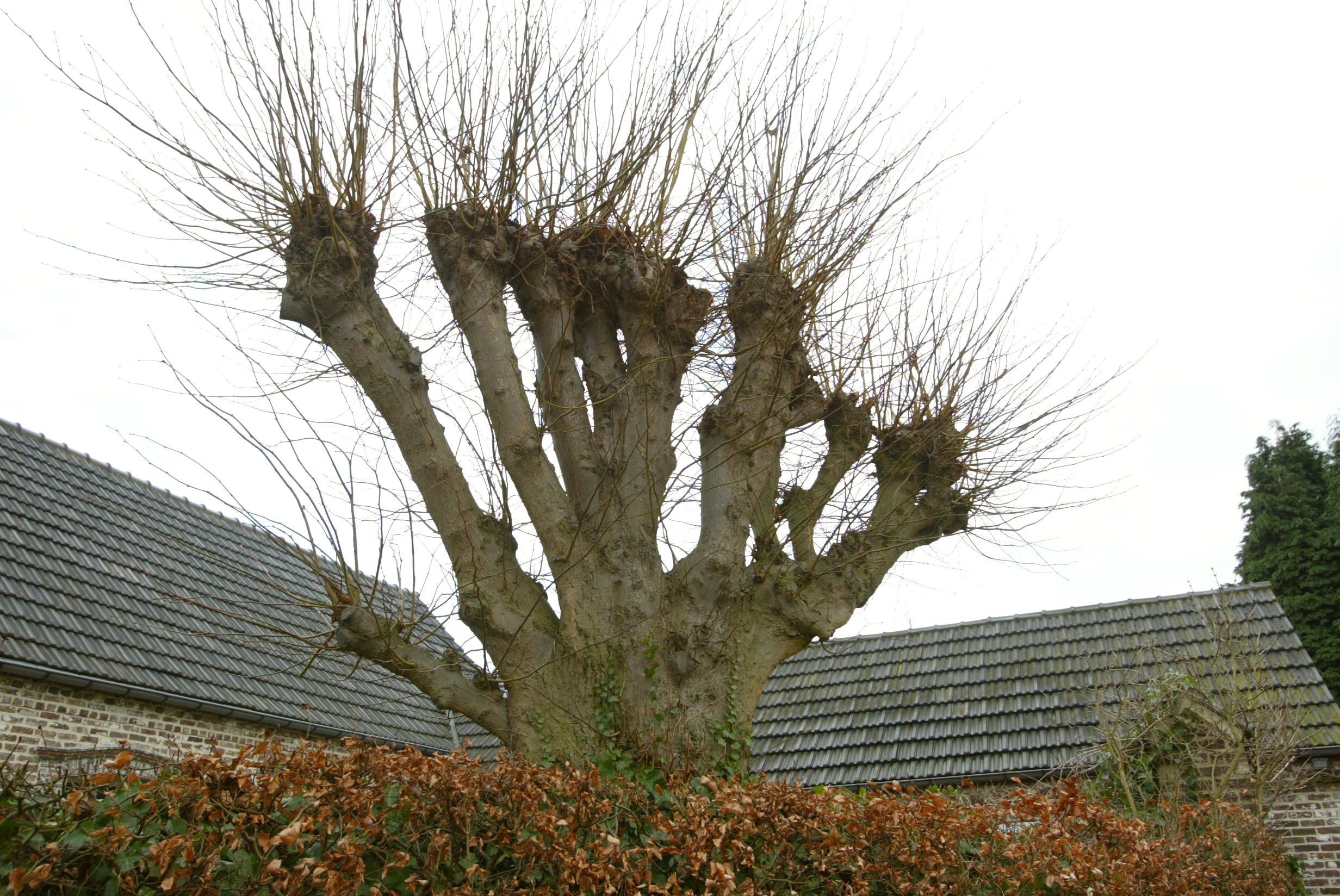
Gekandelaberde boom; een leilinde te Zwalm

Kandelaberen of kandelaren is in het boombeheer het sterk innemen van de kruin, waarbij doorgaans de takken van de kroon met 50% tot 80% worden ingekort. De takken worden hierbij geamputeerd zonder naar de zijtakken te kijken. Omdat het een zeer drastische ingreep is die ernstige gevolgen kan hebben, is deze ingreep in veel gemeenten in België vergunningsplichtig. In Nederland is die ingreep altijd vergunningsplichtig.
Kandelaberen is een omstreden maatregel die de boom verminkt en verzwakt, maar in een aantal gevallen het (tijdelijk) behoud van de boom kan betekenen.

## Techniek van kandelaberen
Wanneer een boom gekandelaberd wordt, worden alle takken op gelijke afstand van de stam afgezaagd. De takstomp die daarbij overblijft moet ongeveer 8 x de doorsnede van de tak zijn. Het is belangrijk dat er zorgvuldig gewerkt wordt en de zaagsnede zo klein mogelijk is.
Eens een boom gekandelaberd is, is nazorg noodzakelijk. Doorgaans zullen er een groot aantal nieuwe uitlopers groeien die na 2 à 3 jaar uitgedund moeten worden.
Een boom die eenmaal gekandelaberd is kan het best als knotboom onderhouden worden. Een snoeifrequentie waarbij de boom om de zes jaar opnieuw geknot wordt is wenselijk. Langer wachten is niet verstandig omdat de kans bestaat dat de takken gaan uitbreken. Sneller herknotten is evenwel geen probleem.
Eventueel kan er voor gekozen worden om de kruin opnieuw te laten uitgroeien hoewel dat risico’s meebrengt.  De nieuwe takken hebben een zwakkere aanhechting aan de stam die meestal ook hol zal zijn. Als de takken groter worden kan takbreuk optreden. Wanneer het de bedoeling is om de boom opnieuw te laten uitgroeien, moet met behulp van correcte snoei rekening gehouden worden met dit probleem. De jonge takken moeten dan uitgedund en lange takken moeten ingekort worden. De boom krijgt dan de kans om voldoende diktegroei te maken aan de basis van de nieuwe takken en rondom de ingerotte gesteltakken. Wanneer de restwand van de gesteltakken voldoende dik wordt kunnen de jonge twijgen geleidelijk aan opnieuw uitgroeien.

## Soorten
Het aantal soorten dat kandelaberen verdraagt is beperkt. Bij linde (Tilia spp.), iep (Ulmus spp.), populier (Populus spp.) en wilg (Salix spp.) is het gewenste resultaat te verwachten. Maar ook bij witte paardenkastanje (Aesculus hippocastanum), haagbeuk (Carpinus betulus) en plataan (Platanus spp.) gaat het meestal naar wens.
Sommige soorten zoals berk (Betula spp.), walnoot (Juglans sp.) en beuk (Fagus sylvatica) verdragen kandelaberen zeer slecht.

## Redenen
Er zijn vier redenen om een boom te kandelaberen: esthetisch (vaak in een historisch kader), oplossen van problemen door een verkeerde soortkeuze, om gezondheidsredenen (bv. om wortelverlies te compenseren) en om een holle of anderszins verzwakte boom in stand te houden.

### Esthetisch
Bomen kunnen om esthetische redenen gekandelaberd worden. Vaak gebeurt dat in een historisch kader, maar ook bij nieuwbouwwoningen worden soms bomen aangeplant die gekandelaberd worden. Wanneer bomen gekandelaberd worden om esthetische redenen is dat een keuze die in principe al bij het aanplanten gemaakt is. Wanneer bomen op jonge leeftijd al gekandelaberd worden is het een ingreep die nauwelijks verschilt van het vormen van leibomen of knotbomen. Wanneer bomen op latere leeftijd gekandelaberd worden is de ingreep risicovoller voor het voortbestaan van de boom.

### Soortkeuze
Het gebeurt regelmatig dat bomen aangeplant worden op een standplaats die onvoldoende ruimte voorziet. Bomen worden dan ‘te groot’. In een goed ontwerp wordt voldoende ondergrondse en bovengrondse ruimte voorzien om een boom optimaal te laten uitgroeien. Als bomen in de ontwerpfase al onvoldoende ruimte hebben gekregen zijn er vaak drastische maatregelen nodig om te vermijden dat ze tegen de huizen groeien of alle licht wegnemen.
Op zich kan kandelaberen een goede oplossing zijn, maar het is een tijdelijke oplossing. Omdat de bomen na het kandelaberen opnieuw naar hun oorspronkelijke habitus proberen te groeien, zullen de bomen op regelmatige tijdstippen opnieuw moeten gesnoeid worden waardoor de onderhoudskosten sterk stijgen. De vraag moet dan ook gesteld worden of de bomen niet beter kunnen verplant worden en vervangen worden door kleinere of smallere soorten. Op termijn kan dit sterk kostenbesparend zijn.

### Gezondheidsredenen
Het kan soms nodig zijn om bomen om gezondheidsredenen te kandelaberen. Dit kan het geval zijn wanneer de boom een groot deel van zijn wortels heeft verloren door graafwerken of door een lekkende gasleiding. Meestal heeft wortelverlies als gevolg dat ook een deel van de kruin afsterft. Om de risico’s op takbreuk die daaraan verbonden zijn, te voorkomen kan de boom gekandelaberd worden. Door het kandelaberen worden de kruin en de wortels in evenwicht gebracht zodat ze zich samen kunnen herstellen. Op deze manier kan ook vermeden worden dat de boom door wortelverlies zou kunnen omwaaien.
Het is in dit geval verstandig om de groeiplaats te verbeteren zodat de hergroei van de wortels optimaal kan verlopen. Na gaslekken moet gecontroleerd worden of de luchthuishouding weer in orde is.
Het is noodzakelijk om op voorhand al te beoordelen hoe de boom zal reageren op wortelverlies. Ook bij kandelaberen om gezondheidsredenen moet bekeken worden of vervanging niet meer aangewezen is.

### Holle of verzwakte bomen
Bij bomen waar de structuur sterk verzwakt is door scheuren of een omvangrijke holte kan kandelaberen soms als noodmaatregel worden toegepast. Doordat de boom sterk gereduceerd wordt, vermindert de (wind)belasting op de boom waardoor potentieel gevaarlijke bomen op korte termijn minder gevaarlijk worden. Voor de boom is dat echter een erg belastende ingreep die sterk nadelig kan zijn.
Maar voor bomen die om een of andere reden toch behouden moeten blijven kan het een levensrekkende behandeling zijn die vaak een beperkte levensduur heeft. Zelfs wanneer de boom na het kandelaberen opnieuw goed uitloopt kan het gebeuren dat die na een aantal jaren alsnog volledig afsterft als gevolg van het kandelaberen.

## Alternatief

### Ecologische velling
Wat niet helemaal hetzelfde is als kandelaberen maar ook van dezelfde technieken gebruikmaakt is een ecologische velling. Die wordt uitgevoerd bij bomen die om een of andere reden gekapt moeten worden, Maar in plaats van een boom helemaal weg te halen, wordt hij compleet kapot gesnoeid door hem zeer zwaar te kandelaberen. De aantasting die daardoor ontstaat geeft heel wat mogelijkheden voor de soorten die bij aftakelende bomen horen. Vooral wanneer bomen moeten gekapt worden om een bijzondere of een veterane boom voldoende ruimte te geven, kan dit zeer waardevol zijn omdat er extra habitat gemaakt wordt. Op deze manier kan de continuïteit van de habitat die bij houtafbraak hoort, verzekerd worden. De soorten die daarbij horen en dan zeker de insecten, verplaatsen zich zelden over grotere afstanden en zijn dus zeer kwetsbaar.